# Анже-7 (кантон)
Анже-7 (фр. Angers-7) — кантон во Франции, находится в регионе Пеи-де-ла-Луар, департамент Мен и Луара. Входит в состав округа Анже.

## История
Кантон Анже-7 был создан в 1973 году, изменён в 1982 году в связи с созданием кантона Анже-8 и упразднен в 1985 году. В результате административной реформы 2015 года кантон Анже-7 был вновь образован; в его состав вошли часть города Анже и отдельные коммуны кантонов Анже-Трелазе, Анже-Эст, Бофор-ан-Валле и Пон-де-Се.
С 1 января 2016 года состав кантона изменился: коммуны Андар, Боне, Брень-сюр-л’Отьон, Корне, Ла-Боаль, Ла-Дагеньер и Сен-Матюрен-сюр-Луар образовали новую коммуну Луар-Отьон.

## Состав кантона с 1 января 2016 года
В состав кантона входят коммуны (население по данным Национального института статистики за 2020 г.):
- Анже (8 220 чел., южные кварталы)
- Ла-Менитре (2 043 чел.)
- Ле-Плесси-Граммуар (2 594 чел.)
- Луар-Отьон (16 293 чел.)
- Саринье (829 чел.)
- Трелазе (15 056 чел.)

## Политика
На президентских выборах 2022 г. жители кантона отдали в 1-м туре Эмманюэлю Макрону 32,6 % голосов против 22,9 % у Жана-Люка Меланшона и 18,4 % у Марин Ле Пен; во 2-м туре в кантоне победил Макрон, получивший 68,3 % голосов. (2017 год. 1 тур: Эмманюэль Макрон – 27,8 %, Жан-Люк Меланшон – 21,3 %, Франсуа Фийон – 18,4 %, Марин Ле Пен – 15,8 %; 2 тур: Макрон – 75,4 %).
С 2015 года кантон в Совете департамента Мен и Луара представляют бывший первый вице-мэр коммуны Трелазе Грегори Блан (Grégory Blanc) (Социалистическая партия) и первый вице-мэр коммуны Луар-Отьон Мари-Франс Рену (Marie-France Renou) (Разные левые).
|                | Кандидаты                    | Партия                   | Первый тур | Первый тур     | Второй тур | Второй тур |
| Кол-во голосов | Кандидаты                    | Партия                   | % голосов  | Кол-во голосов | % голосов  |            |
| -------------- | ---------------------------- | ------------------------ | ---------- | -------------- | ---------- | ---------- |
|                | Грегори Блан Мари-Франс Рену | Разные левые             | 5 483      | 60,32          | 6 271      | 68,06      |
|                | Анн Готье Грегори Лене       | Разные центристы         | 2 236      | 24,60          | 2 943      | 31,94      |
|                | Максим Пено Брижжит Тентийе  | Национальное объединение | 1 371      | 15,08          |            |            |

|                | Кандидаты                    | Партия                  | Первый тур | Первый тур     | Второй тур | Второй тур |
| Кол-во голосов | Кандидаты                    | Партия                  | % голосов  | Кол-во голосов | % голосов  |            |
| -------------- | ---------------------------- | ----------------------- | ---------- | -------------- | ---------- | ---------- |
|                | Грегори Блан Мари-Франс Рену | Социалистическая партия | 5 924      | 42,48          | 7 720      | 59,98      |
|                | Паскаль Удмон Мариз Шретьен  | Правый блок             | 3 696      | 26,51          | 5 152      | 40,02      |
|                | Жан-Од Ганна Эрмин Госсе     | Национальный фронт      | 2 846      | 20,41          |            |            |
|                | Шанталь Дюфуи Ален Пагано    | Коммунистическая партия | 1 478      | 10,60          |            |            |